# إدي ديو
إدي ديو (بالإنجليزية: Eddie Dew)‏ هو مخرج وممثل أمريكي، ولد في 29 يناير 1909 في واشنطن في الولايات المتحدة، وتوفي في 6 أبريل 1972 في بربانك في الولايات المتحدة.

## أعمال

### أفلام
- (1938) مغامرات روبن هود[1]
- (1941) الشيطان ودانييل وبستر
- (1950) سانسيت بوليفارد

## وصلات خارجية
- إدي ديو على موقع IMDb (الإنجليزية)
- إدي ديو على موقع ألو سيني (الفرنسية)
- إدي ديو على موقع أول موفي (الإنجليزية)
- إدي ديو على موقع قاعدة بيانات الأفلام السويدية (السويدية)
- إدي ديو على موقع قاعدة بيانات الفيلم (الإنجليزية)
- إدي ديو على موقع كينوبويسك (الروسية)